# Milan Jovanović Batut
Milan Jovanović Batut (cyr. Милан Јовановић Батут; ur. 10 października 1847 w Sremskiej Mitrovicy, zm. 11 października 1940 w Belgradzie) – serbski lekarz i nauczyciel akademicki.

## Życiorys
W 1878 roku ukończył studia medyczne na Uniwersytecie Wiedeńskim. Następnie pracował jako lekarz w Somborze i Cetyni.
Od 1887 roku był profesorem higieny i medycyny sądowej belgradzkiej Velikiej školi. Specjalizował się w bakteriologii. Gromadził wiedzę o ludowej medycynie. Lobbował za utworzeniem wydziału lekarskiego na Uniwersytecie w Belgradzie, co ostatecznie doszło do skutku w 1919 roku. Został wówczas jego pierwszym dziekanem. W 1931 roku otrzymał tytuł doktora honoris causa Uniwersytetu w Zagrzebiu.
Jako działacz społeczny promował wiedzę zdrowotną i walczył z alkoholizmem. Jako ekspert brał udział w tworzeniu ustaw z zakresu ochrony zdrowia w Królestwie Serbii, Królestwie Serbów, Chorwatów i Słoweńców i Królestwie Jugosławii.